# Virineja
Virineja (russisk: Виринея) er en sovjetisk spillefilm fra 1968 instrueret af Vladimir Fetin.

## Medvirkende
- Ljudmila Tjursina som Virineja
- Vjatjeslav Nevinnyj som Pavel Sluzov
- Anatolij Papanov som Maraga
- Valentina Vladimirova som Anisja
- Oleg Borisov som Vasilij